# Maison coloniale de santé
La Maison coloniale de santé est le premier hôpital psychiatrique des Antilles, installé au 3-7 rue Levassor à Saint-Pierre, en Martinique.

## Histoire
Le premier établissement psychiatrique de la Martinique est fondé en 1838 à Saint-Pierre par monsieur Lemaire, administrateur général des hôpitaux militaires de la colonie, sur l'initiative du docteur Devèze, directeur de l'hôpital militaire, en respect de la loi du 30 juin 1838 sur les aliénés. 
Le premier bâtiment, situé en haut de la rue Levassor, du côté surplombant la Roxelane, est acheté en décembre 1838 et l’asile est inauguré en 1839, recevant les treize premiers malades en provenance de l’hospice de Fort-de-France. Le nom sous lequel il est inscrit dans l’histoire est officialisé en 1840 par le contre-amiral de Moges, gouverneur général de la colonie, dans sa « décision portant que les aliénés en attendant jugement d’interdiction, seront déposés à la Maison Coloniale de Santé de Saint-Pierre au lieu de l’être à la geôle. » Pourtant, en 1856, les médecins de la Maison coloniale de santé notent que la geôle, dont l'aspect avait arraché des larmes aux membres de la commission d’inspection nommée par le conseil colonial, reste l’antichambre des admissions dans leur établissement. 

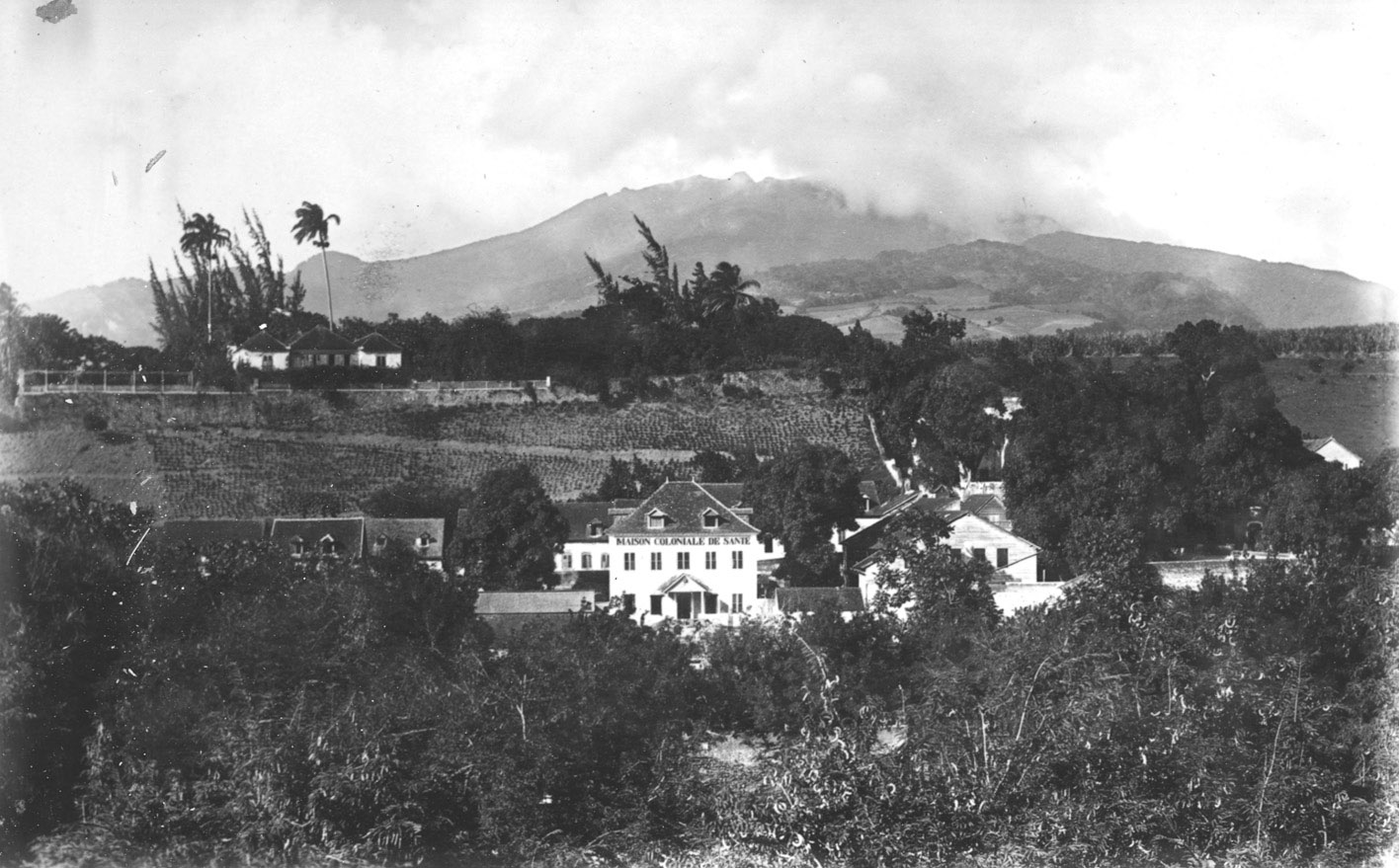
La maison coloniale de santé en 1889

La Maison coloniale de santé est tenue par les sœurs de Saint-Paul de Chartres. Un médecin assure les soins. En outre, un gardien-chef et trois serviteurs pour 15 malades (un de plus pour 15 malades de plus) desservent la Maison de santé. Chaque malade est pourvu d'un matelas, d'un traversin en crin ou en laine et d’une couverture en laine et coton. Très peu d’esclaves connaissent cette maison, les frais d’hospitalisation étant à la charge des maîtres. Le prix de la journée du malade est fixé à 2 francs. Pourtant son succès rapide conduit à son agrandissement. Dès 1843, une maison attenante est achetée, portant la capacité totale de l'établissement à 80 lits. Après 1848, date de l’abolition de l’esclavage, les émancipés peuvent être pris en charge grâce au financement par l’Assistance publique. Les quinze premières années, l'asile reçoit près de quatre cents patients qui statistiquement y séjournent moins longtemps que dans les hôpitaux psychiatriques de métropole. La fille de Victor Hugo, Adèle, y séjourne. Lors d’une visite en 1854, le docteur Rufz, ébahi, explique au gouverneur Gueydon que l’asile n’est plus une prison. Les malades les plus violents sont ainsi logés sous la grande terrasse du quartier d'isolement dans de petites cellules éclairées par une lucarne garnie de barreaux, mais dont les murs lambrissées sont revêtus de papier ou de toile et le sol muni d'un plancher de bois, un canal collecteur à l'intérieur de chacune permettant l'évacuation des eaux usées vers la rivière située en contrebas. En 1860, un arrêté autorise les propriétaires de la Maison de santé à y établir une chapelle et un oratoire. En 1887, 145 aliénés y sont présents, 62 hommes et 83 femmes. En 1900, la Maison de santé s’est encore étendue et porte les numéros 3, 5 et 7 de la rue Levassor. Sa capacité d'accueil est de 200 lits. Elle est située dans la position la plus riante, la plus fraîche et la plus salubre de Saint-Pierre, face à la belle savane du Fort. « Rien n'a été négligé, dans cette Maison, pour la mettre en harmonie avec les plus beaux établissements de France », estime l'Annuaire de la Martinique, à la fin du XIXe siècle.

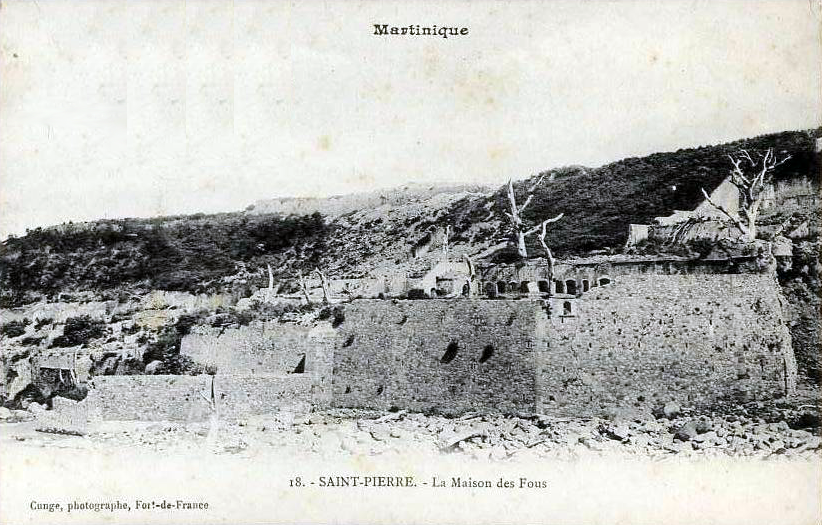
Ruines de la maison coloniale de santé vues de la Roxelane le 10 mai 1902

La terrible nuée ardente émise au matin du 8 mai 1902 par la montagne Pelée détruit totalement la Maison de santé et la ville de Saint-Pierre. Seule émerge alors des ruines une chaise de force tordue par la chaleur. Parmi les quelque 30 000 victimes de la catastrophe se trouvent les 200 pensionnaires, quatorze infirmiers, cinq religieuses, deux médecins, l’aumônier et le gérant de l’établissement.
Dégagées pour moitié par les archéologues depuis 1971, les ruines de la Maison coloniale de santé s'organisent en plusieurs parties encore visibles aujourd’hui : la cour des sœurs avec la salle d'hydrothérapie, la cour des fous, la cour de la morgue et le quartier d'isolement. Il a aussi été découvert de la vaisselle, telles des assiettes qui portent la marque de la Maison coloniale de santé. Les pièces qui ont été dégagées sont encore garnies de certains éléments de mobilier, comme des lits et surtout d'énormes chaises de force en fer qui poussent à imaginer avec terreur la façon dont les malades étaient soignés. Et pourtant, en son temps, la maison coloniale de santé était un établissement modèle où le traitement des malades était en tous points comparable à celui des meilleurs établissements de métropole. Les ruines sont classées au titre des monuments historiques par arrêté du 12 décembre 1996.

## Soins
La Maison coloniale de santé propose des méthodes innovantes pour soigner ses patients : « Des douches à plusieurs degrés de force administrées avec modération aux malades récalcitrants, un fauteuil enterré à quelques pieds dans le sol permettant de maintenir et de saigner, sans avoir recours à l’odieux emploi des fers, les aliénés même les plus furieux, une salle de bains divisée en deux parties pour les malades de l’un et l’autre sexe, une immense tonnelle et un hangar spacieux destiné à servir de promenade aux malades et de les abriter de l’ardeur si funeste du soleil. Telles sont les principales ressources offertes à la guérison des aliénés ».
La méthode la plus novatrice pour soigner les patients est l'hydrothérapie. Le patient est plongé attaché dans un bain d'eau fraîche provenant des sources de la Montagne Pelée, douché au jet, puis cloîtré dans sa cellule. Cette façon de faire peut paraître barbare, mais à l'époque, c'était un réel progrès.
Dès 1856, un jardin est aménagé à proximité immédiate de l’asile et les médecins constatent que ceux qui y travaillent sont plus calmes et que leur appétit et leur sommeil s’améliorent. L’ergothérapie est née. Les soignants fondent beaucoup d’espoirs sur la vertu du travail et ils ont le projet d’établir une sucrerie associée à l’hôpital : « Nous ne désespérons pas qu’une petite sucrerie devienne un jour le complément de notre Maison de Fous et ne soit un des progrès que l’avenir réserve à ce pays ». La Maison coloniale de santé est un asile « vitrine » à la pointe du progrès, où les méthodes différent radicalement de ce qui avait été employé jusque-là. C’est ainsi qu’il existait une « posologie » de contention par le fauteuil métallique scellé dans le sol, plus communément appelé « chaise de force », utilisée pour maîtriser les malades les plus violents. Une barre de fer fixée entre les accoudoirs immobilisaient les malades qui y passaient la journée.

## Galerie

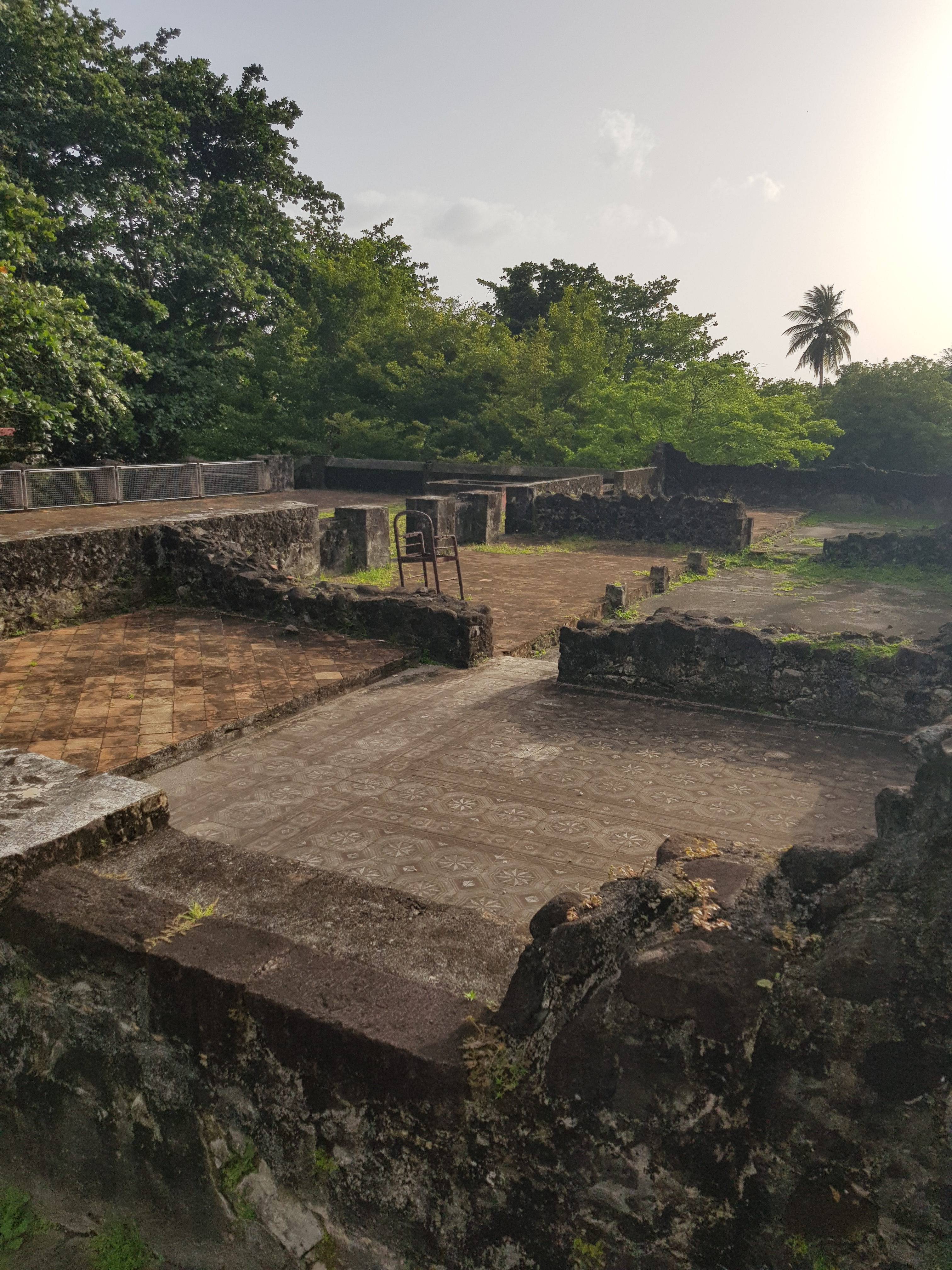
Ruines de la maison coloniale de Santé en juillet 2022 et la chaise tordue
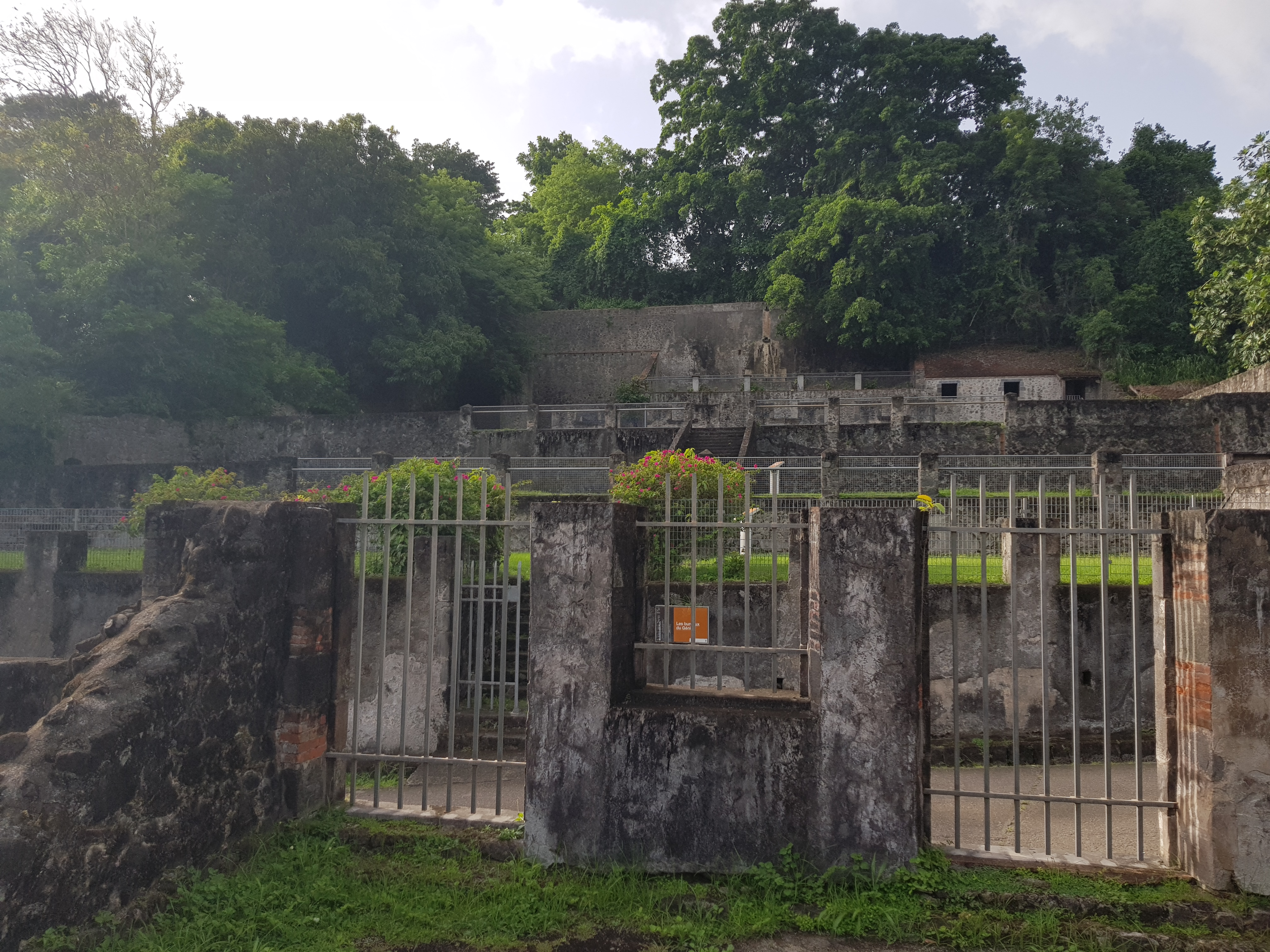
Maison coloniale de santé, vue sur les bureaux du génie en juillet 2022
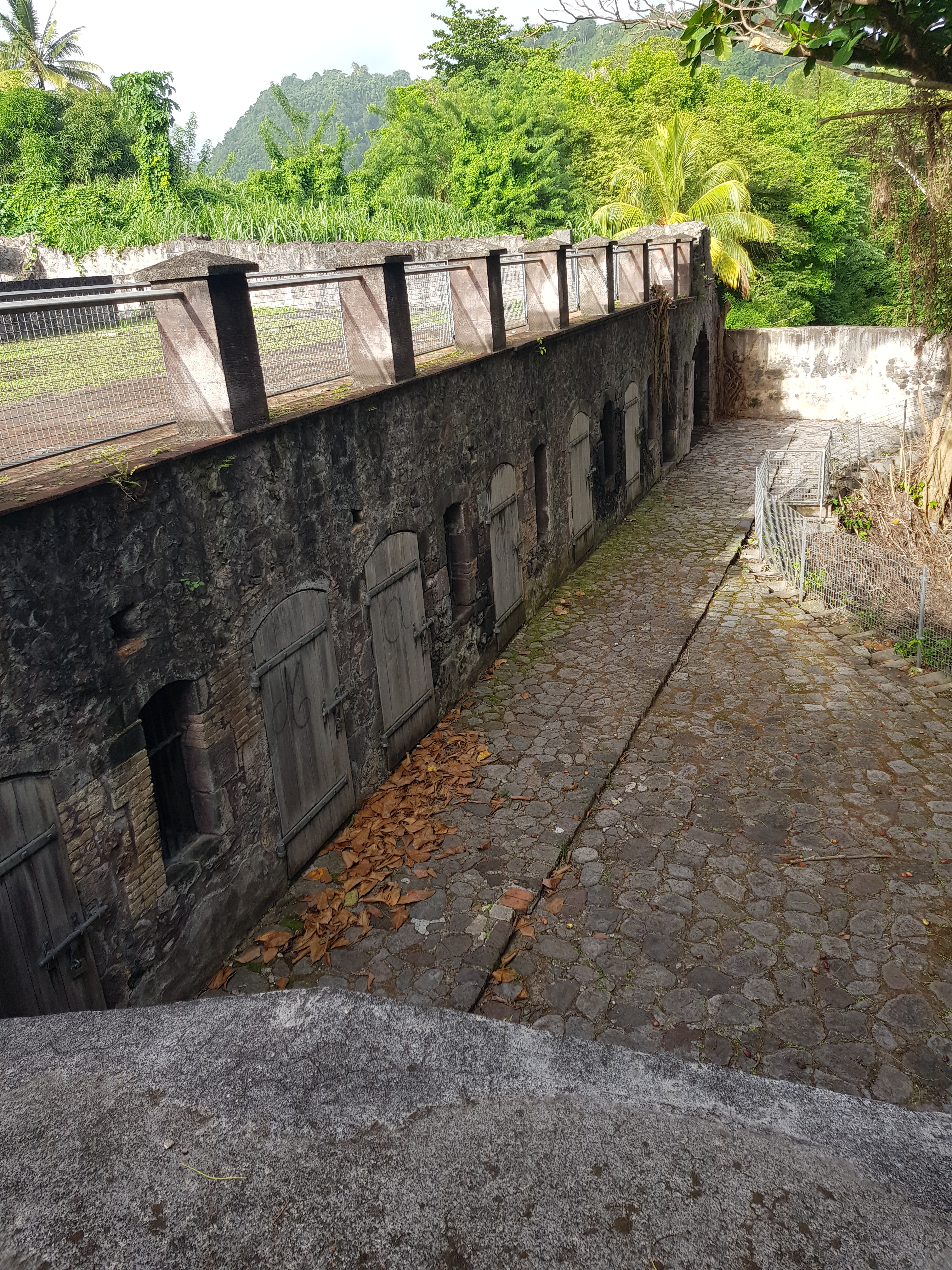
Maison coloniale de santé (les sous-sols)
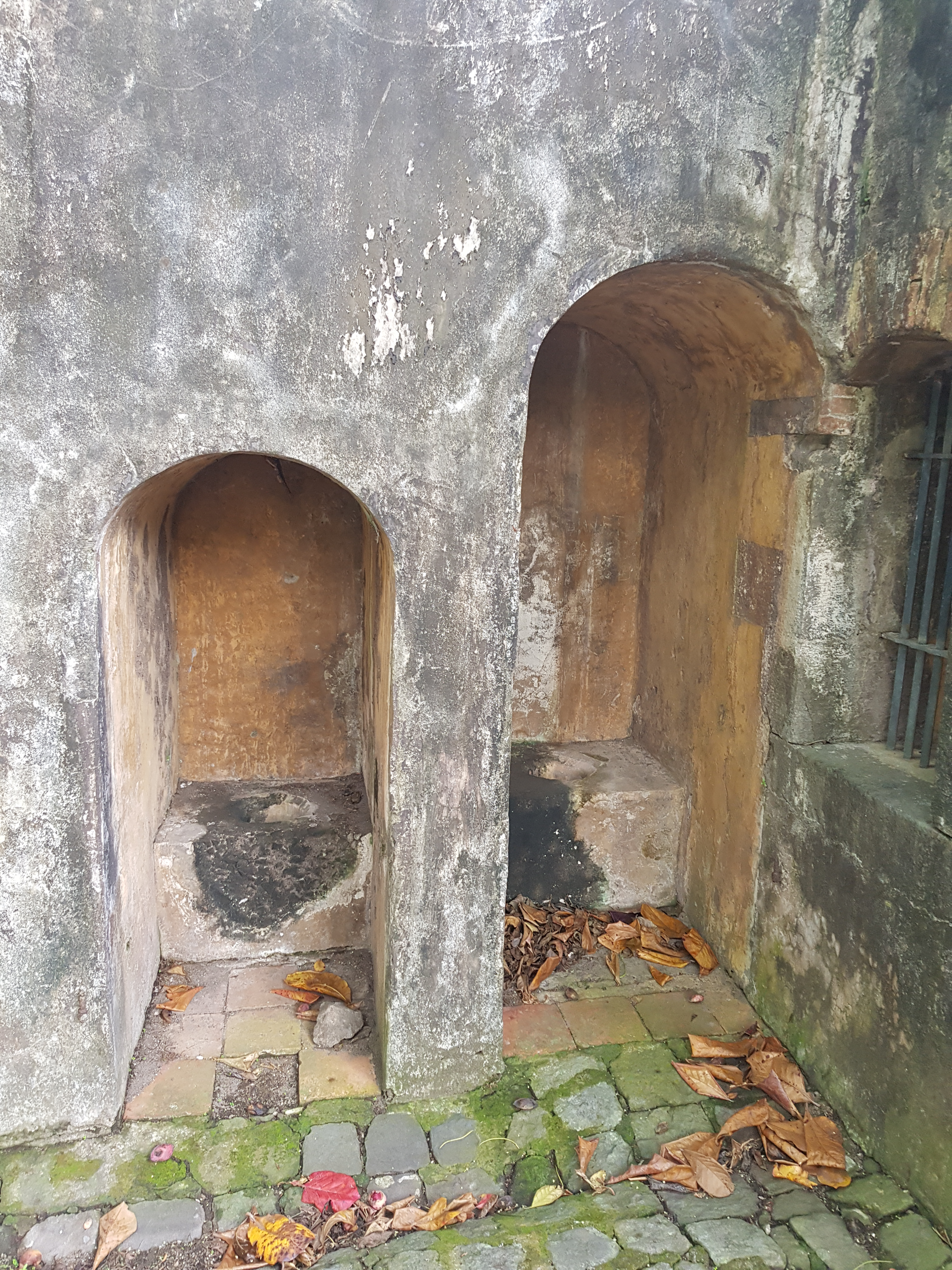
Maison coloniale de santé (latrines)
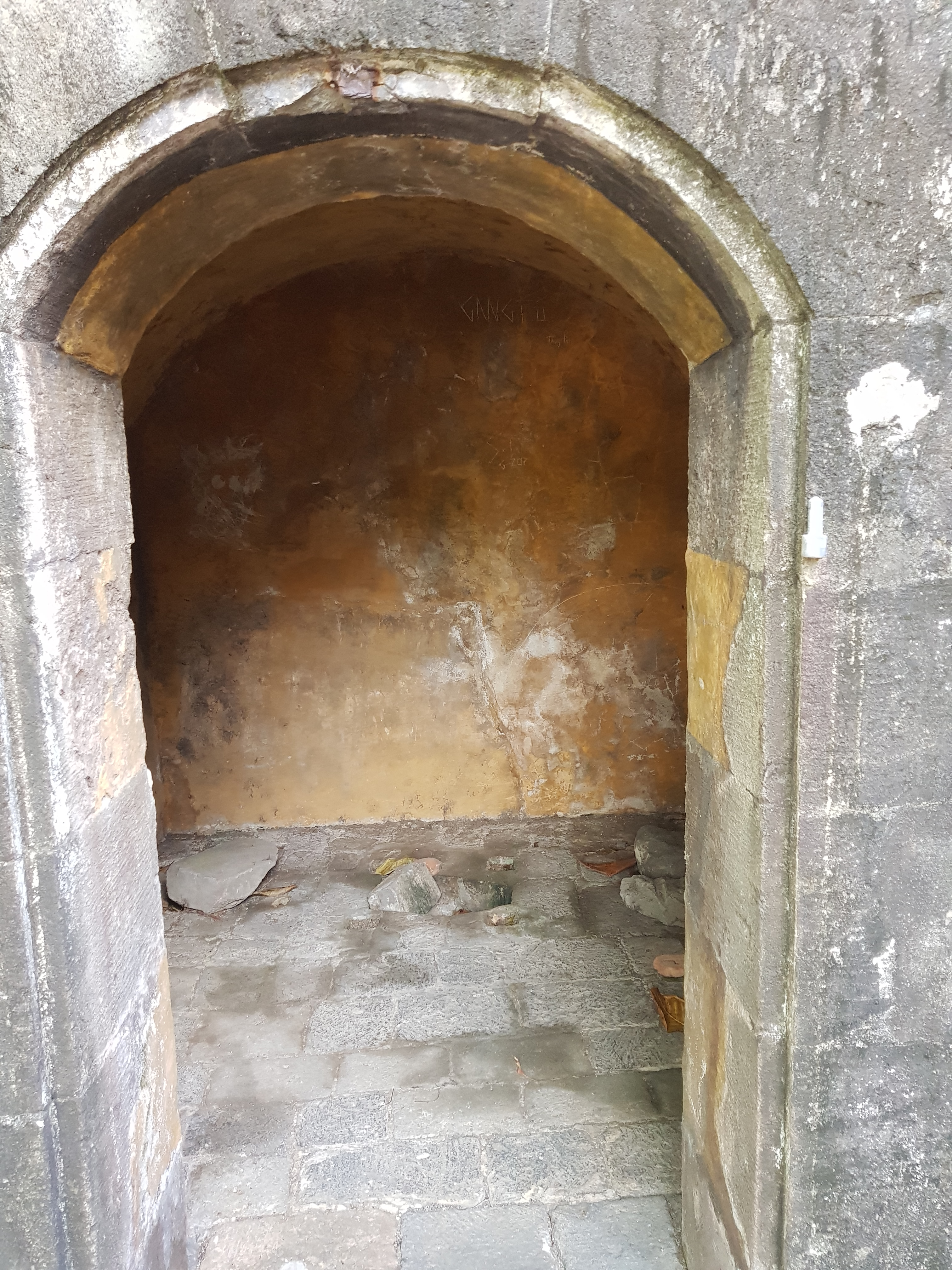
Porte d'un des sous-sols de la maison coloniale de santé.
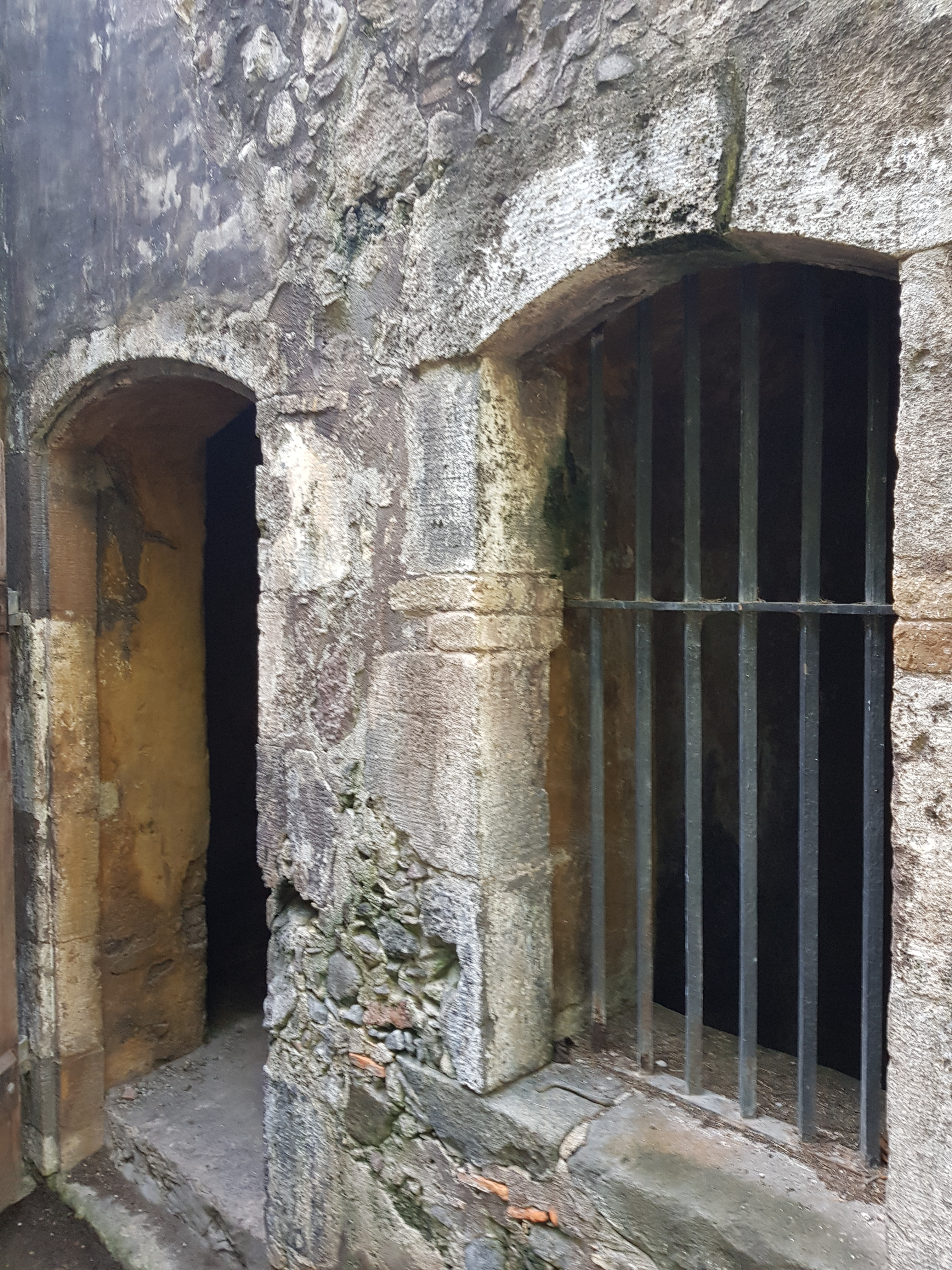
Maison coloniale de santé, entrée des sous-sols.
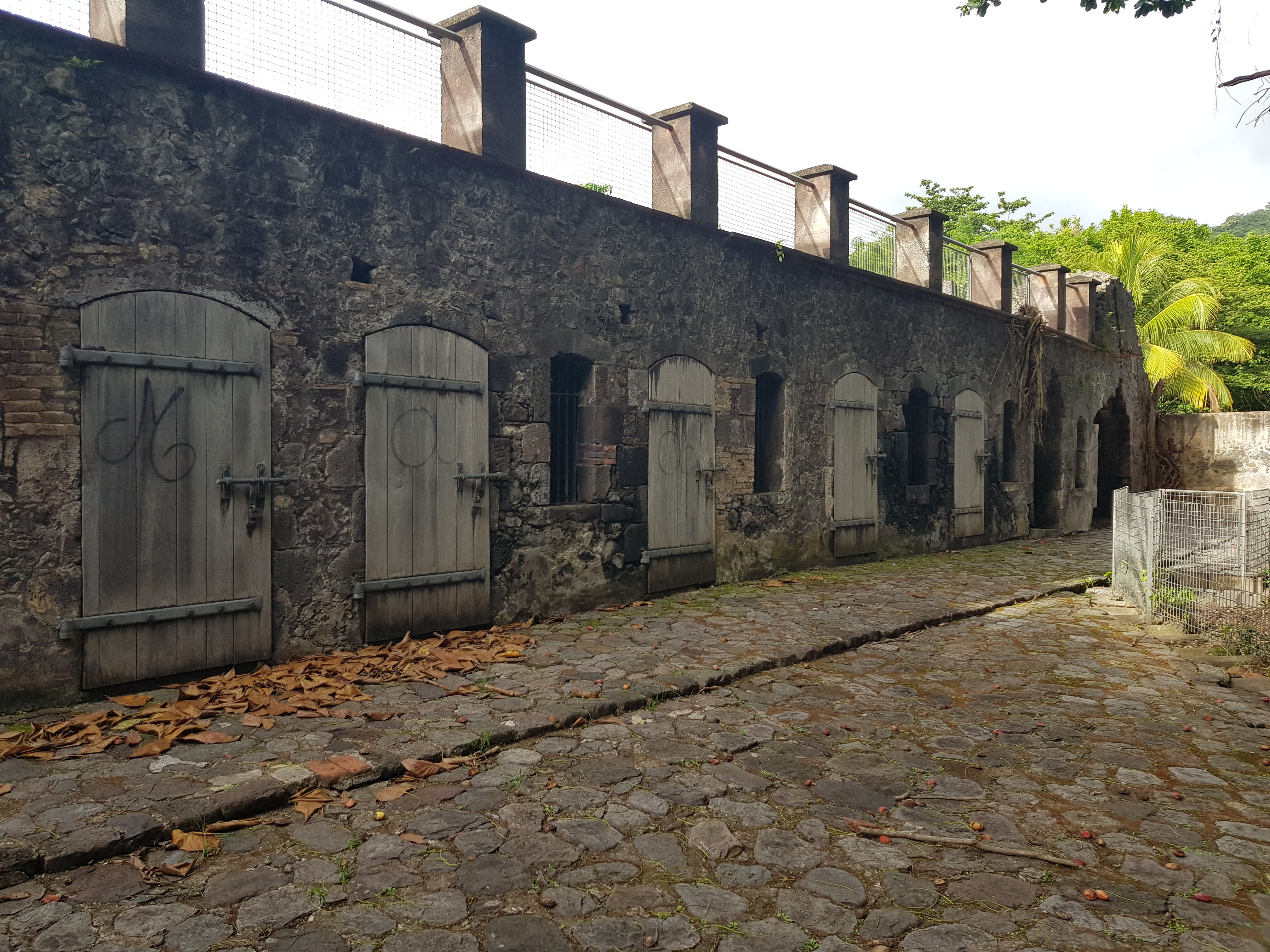
Maison coloniale de santé (les sous-sols vus d'en bas)
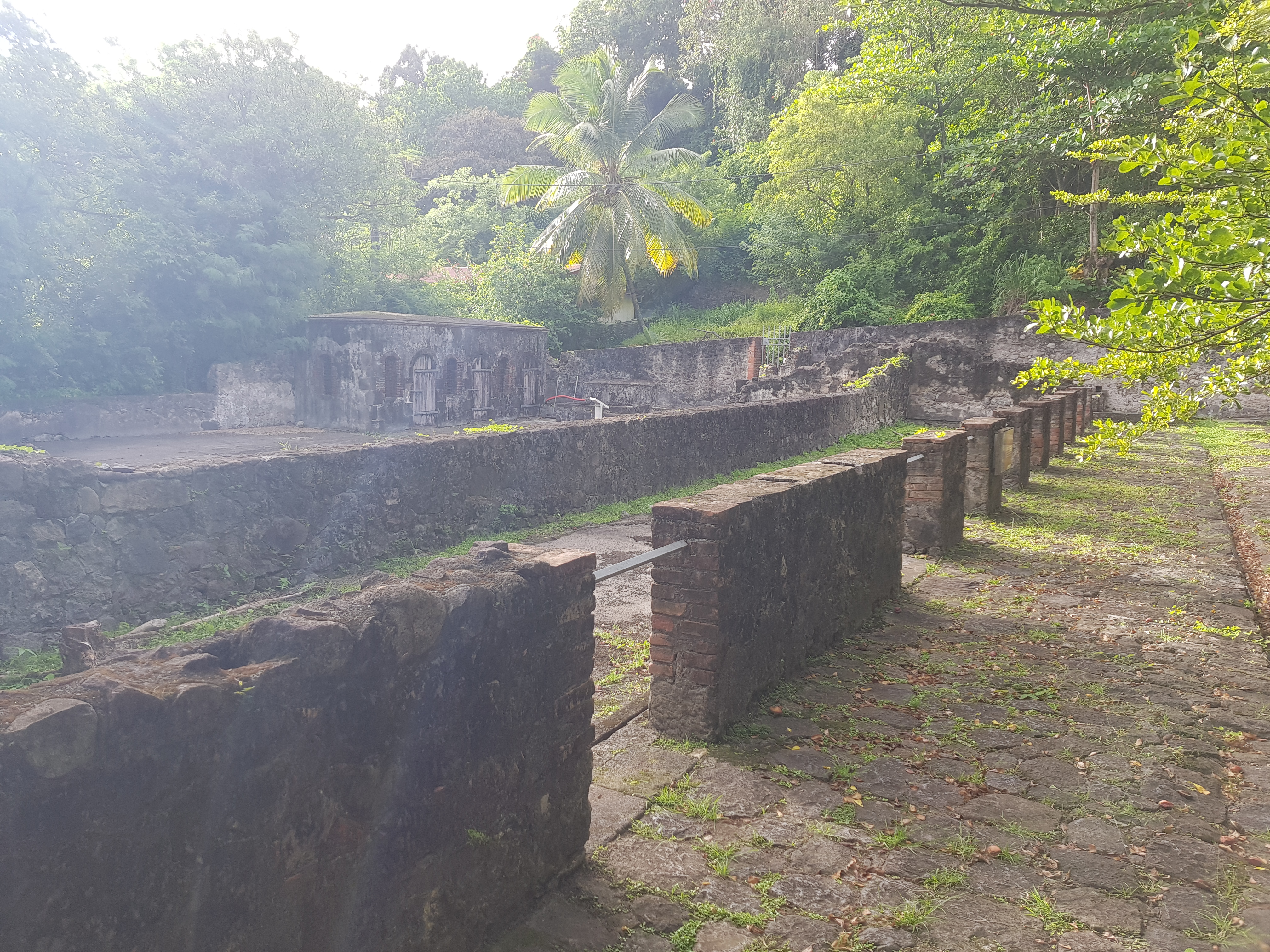
Maison coloniale de santé, habitation des sœurs.
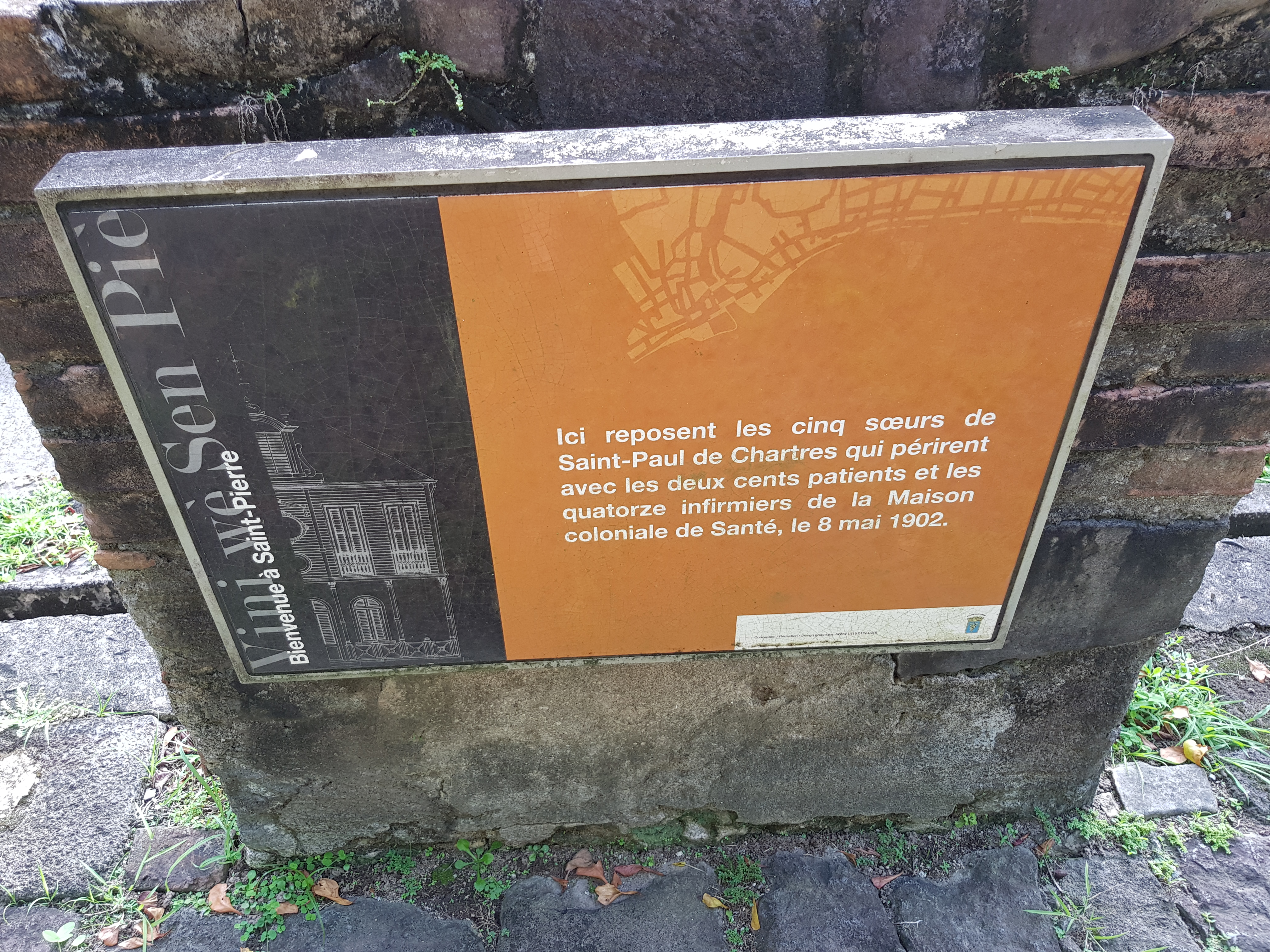
Panneau hommage aux sœurs mortes à la maison coloniale de santé lors du drame.
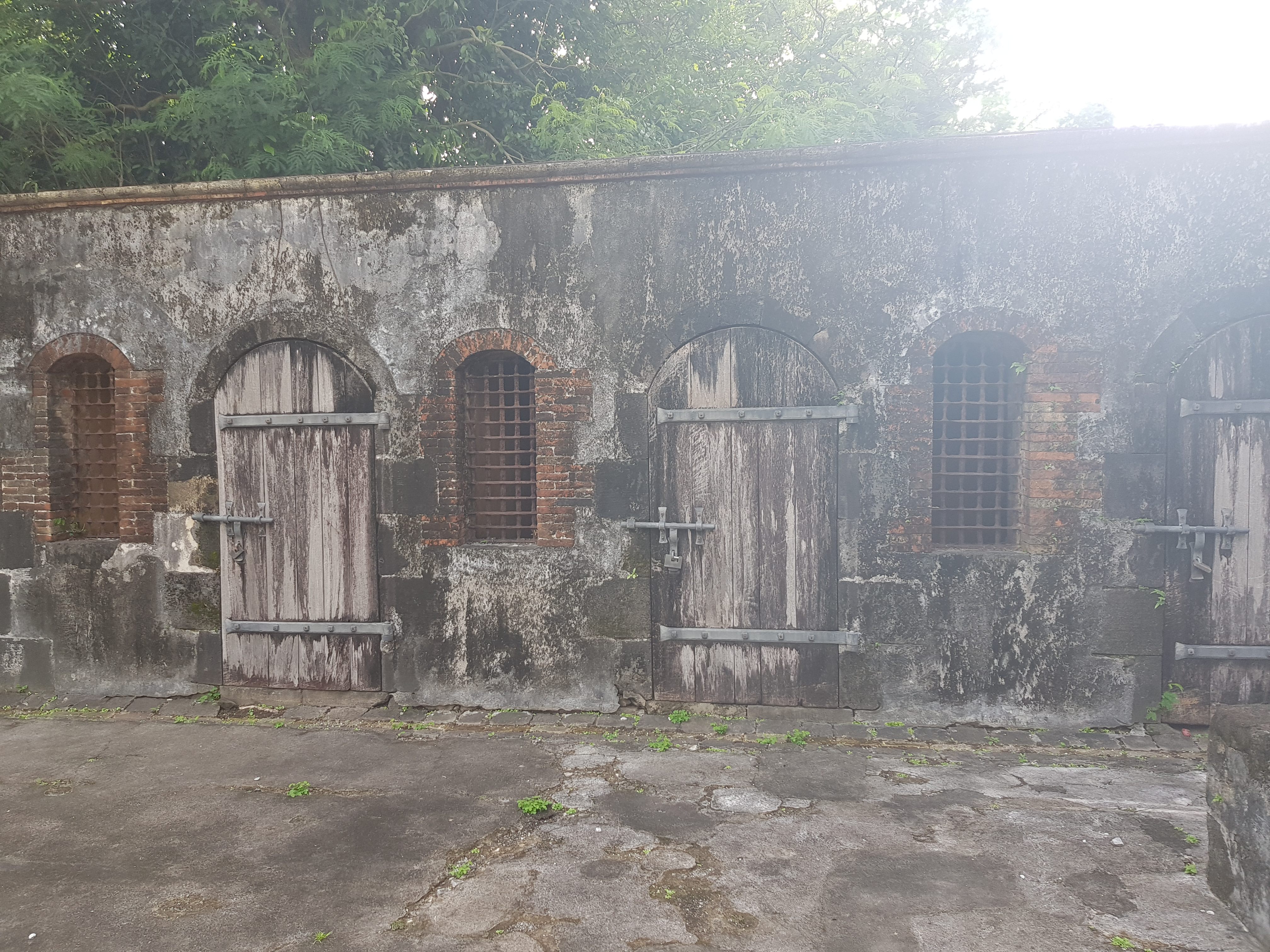
Maison coloniale de santé, cellules